# Hanni Wenzel
Hannelore „Hanni” Weirather z d. Wenzel (ur. 14 grudnia 1956 w Straubing, RFN) – reprezentantka Liechtensteinu w narciarstwie alpejskim, czterokrotna medalistka olimpijska, wielokrotna medalistka mistrzostw świata oraz dwukrotna zdobywczyni Pucharu Świata. Jedna z najbardziej utytułowanych zawodniczek w historii, wygrywała zawody we wszystkich konkurencjach.

## Kariera
Hanni Wenzel urodziła się w Niemczech Zachodnich, jednak rok po jej urodzinach rodzina przeprowadziła się do Liechtensteinu. Jej pierwszym trenerem był jej ojciec, Hubert Wenzel. W zawodach Pucharu Świata zadebiutowała w sezonie 1971/1972, pierwsze punkty zdobywając 1 marca 1972 roku w Heavenly Valley, gdzie zajęła 10. miejsce w slalomie gigancie. Były to jej jedyne punkty w tym sezonie, w klasyfikacji generalnej zajęła 40. miejsce.
Już na początku kolejnego sezonu po raz pierwszy stanęła na podium, 20 grudnia 1972 roku w Saalbach zajmując trzecie miejsce w gigancie. W zawodach tych wyprzedziły ją jedynie dwie Austriaczki: Annemarie Moser-Pröll i Monika Kaserer. Została tym samym pierwszą w historii narciarką z Liechtensteinu, która stanęła na podium zawodów tego cyklu. W kolejnych startach wielokrotnie plasowała się w czołowej dziesiątce, w tym jeszcze raz stanęła na podium: 13 marca 1973 roku w Naeba była druga w slalomie. Sezon ten ukończyła na piątej pozycji w klasyfikacji generalnej, trzeciej w klasyfikacji giganta i szóstej w slalomie. Sezon 1973/1974 zaczęła od zajęcia drugiego miejsca w slalomie 7 grudnia 1973 roku w Val d’Isère. Trzynaście dni później w Zell am See odniosła pierwsze pucharowe zwycięstwo, wygrywając giganta. Na podium stawała także 9 stycznia Les Gets i 14 stycznia w Grindelwald, gdzie była odpowiednio trzecia i druga w gigancie oraz 8 marca 1974 roku w Wysokich Tatrach, gdzie była trzecia w slalomie. W klasyfikacji generalnej była trzecia za Pröll i Kaserer, a w klasyfikacji giganta wywalczyła pierwszą w karierze Małą Kryształową Kulę. W 1974 roku wystartowała także na mistrzostwach świata w Sankt Moritz, gdzie zdobyła swój pierwszy medal na międzynarodowej imprezie. Zwyciężyła tam w slalomie, wyprzedzając bezpośrednio Francuzkę Michèle Jacot oraz Lise-Marie Morerod ze Szwajcarii. Na tej samej imprezie była też druga w kombinacji, rozdzielając Fabienne Serrat z Francji i Monikę Kaserer.
W sezonie 1974/1975 zajęła drugie miejsce w klasyfikacji generalnej, ulegając tylko Pröll. Drugie miejsce zajęła także w klasyfikacji slalomu, w której lepsza była Morerod. Wenzel na podium stawała dziewięciokrotnie, odnosząc dwa zwycięstwa: 21 lutego w Naeba oraz 14 marca 1975 roku w Sun Valley wygrywała slalom. W następnym sezonie nie odniosła jednak żadnego zwycięstwa. Na podium znalazła się tylko dwa razy: 9 stycznia w Meiringen była trzecia w kombinacji, a 17 stycznia 1976 roku w Berchtesgaden była trzecia w slalomie. W klasyfikacji generalnej była tym razem dziewiąta, a w poszczególnych konkurencjach najlepiej wypadła w kombinacji, zajmując szóstą pozycję. W lutym 1976 roku brała udział w igrzyskach olimpijskich w Innsbrucku, zdobywając brązowy medal w slalomie. Po pierwszym przejeździe zajmowała szóste miejsce, tracąc do prowadzącej Pameli Behr z RFN 1,07 sekundy. W drugim przejeździe osiągnęła trzeci czas, co dało jej trzeci łączny wynik. Wyprzedziły ją tylko Niemka Rosi Mittermaier oraz Włoszka Claudia Giordani. Zajęła tam także jedenaste miejsce w zjeździe i dwudzieste w gigancie. Igrzyska w Innsbrucku były równocześnie mistrzostwami świata, jednak kombinację rozegrano tylko w ramach drugiej z tych imprez. W konkurencji tej Wenzel także zajęła trzecie miejsce, ustępując jedynie Mittermaier i Francuzce Danièle Debernard.
Kolejne zwycięstwo odniosła 19 stycznia 1977 roku w Schruns, gdzie okazała się najlepsza w kombinacji. W sezonie 1976/1977 na podium stawała jeszcze pięciokrotnie: 11 grudnia w Courmayeur była trzecia w gigancie, 16 grudnia w Cortinie d’Ampezzo była druga w slalomie i trzecia w kombinacji, 3 stycznia w Oberstaufen zajęła drugie miejsce w slalomie, a 26 stycznia 1977 roku w Crans-Montana ponownie była trzecia w kombinacji. Sezon ten ukończyła na piątej pozycji w klasyfikacji generalnej i klasyfikacji slalomu, a w gigancie była ósma. W kombinacji jako jedyna zawodniczka stanęła na podium wszystkich trzech zawodów, jednak nie wywalczyła Małej Kryształowej Kuli, gdyż w sezonie 1976/1977 nie prowadzono oficjalnej klasyfikacji kombinacji.
W sezonie 1977/1978 Wenzel odniosła więcej zwycięstw niż we wszystkich poprzednich sezonach razem wziętych. Do tej pory odniosła cztery zwycięstwa, w tym sezonie jednak najlepsza była sześciokrotnie: 15 grudnia w Madonna di Campiglio, 10 stycznia w Les Mosses i 2 marca w Stratton Mountain wygrywała giganta, a 22 stycznia w Mariborze oraz 24 i 25 stycznia 1978 roku w Berchtesgaden była najlepsza w slalomie. Zajęła także trzecie miejsce w slalomie 10 grudnia w Cervinii i 5 marca w Stratton Mountain, drugie w tej konkurencji 19 stycznia w Bad Gastein oraz drugie w gigancie 9 stycznia w Les Mosses. Dało jej to zwycięstwo w klasyfikacji generalnej, pierwsze w historii wywalczone przez narciarza z tego kraju. Wenzel zwyciężyła także w klasyfikacji slalomu, a w gigancie była druga, za Lise-Marie Morerod. W 1978 roku wzięła udział w mistrzostwach świata w Garmisch-Partenkirchen, zdobywając srebrny medal w kombinacji. Uplasowała się tam o nieco ponad 16 pkt za Annemarie Moser-Pröll, a o 1,64 punktu przed Fabienne Serrat. W pozostałych konkurencjach była piąta w gigancie, szósta w slalomie, a w zjeździe zajęła 29. miejsce. W sezonie 1978/1979 jedenaście razy stawała na podium, w tym cztery razy na najwyższym stopniu: 12 grudnia w Piancavallo wygrała giganta, 3 i 4 grudnia w Pfronten była najlepsza w slalomie i kombinacji, a 8 lutego 1979 roku w Mariborze ponownie zwyciężyła w slalomie. W klasyfikacji generalnej jednak nie zwyciężyła, przegrywając o 3 punkty z Moser-Pröll. Była ponadto druga w klasyfikacji giganta za Christą Kinshofer z RFN, piąta w klasyfikacji slalomu oraz dziesiąta w klasyfikacji zjazdu.
Najlepsze wyniki osiągała w sezonie 1979/1980, kiedy zgromadziła 318 punktów i po raz drugi zdobyła Kryształową Kulę. W najlepszej trójce zawodów plasowała się osiemnastokrotnie, przy czym dziewięć razy zwyciężała: 8 i 14 grudnia w Limone Piemonte wygrywała giganta i kombinację, 10 stycznia w Berchtesgaden i 16 stycznia w Arosa wygrała dwa kolejne giganty, 21 i 23 stycznia była najlepsza w slalomie i kombinacji, 23 stycznia w Mariborze zwyciężyła w slalomie, a 26 stycznia w Saint-Gervais i 28 lutego 1980 roku w Waterville Valley po raz kolejny triumfowała w slalomie gigancie. W efekcie wygrała klasyfikacje giganta i kombinacji, w slalomie była druga, a w klasyfikacji zjazdu zajęła trzecie miejsce. W lutym 1980 roku startowała na igrzyskach olimpijskich w Lake Placid, gdzie w trzech startach zdobyła trzy medale. Najpierw wywalczyła srebro w zjeździe, rozdzielając na podium Annemarie Moser-Pröll oraz Marie-Theres Nadig ze Szwajcarii. Cztery dni później zwyciężyła w gigancie, osiągając najlepszy czas pierwszego przejazdu i trzeci czas w drugim przejeździe. Był to pierwszy w historii złoty medal olimpijski wywalczony przez sportowca z Liechtensteinu. Następnie Wenzel zwyciężyła w slalomie, osiągając najlepsze czasy w obu przejazdach. Jej łączny wynik był lepszy od srebrnej medalistki, Christy Kinshofer o 1,41 sekundy. Zwyciężyła także w kombinacji, ponownie rozgrywanej tylko w ramach mistrzostw świata. W konkurencji tej o blisko 90 punktów wyprzedziła Cindy Nelson z USA, a o blisko 97 punktów pokonała Austriaczkę Ingrid Eberle.
Na podium klasyfikacji generalnej stanęła także w sezonie 1980/1981, zajmując trzecie miejsce. Tym razem wyprzedziły ją jedynie dwie Szwajcarki: Marie-Theres Nadig oraz Erika Hess. Była także druga w klasyfikacji kombinacji, trzecia w gigancie, szósta w slalomie i dziewiąta w klasyfikacji biegu zjazdowego. Na podium znalazła się siedem razy, dwukrotnie wygrywając: 27 stycznia w Les Gets oraz 8 lutego 1981 roku w Zwiesel była najlepsza w kombinacji. Sezon 1981/1982 zaczęła od dziewiątego miejsca w gigancie w Val d’Isère. Następnie była druga w gigancie 10 grudnia we włoskiej miejscowości Pila, a 12 i 13 grudnia w Piancavallo była pierwsza i druga w slalomie. Sezon zakończyła jednak przedwcześnie, z powodu kontuzji kolana. Kontuzja ta wykluczyła ją również ze startów podczas rozgrywanych na początku 1982 roku mistrzostw świata w Schladming.
Przez dwa kolejne sezony zajmowała drugie miejsce w klasyfikacji generalnej. W tym czasie szesnaście razy stawała na podium, z czego siedem razy wygrywała: 30 stycznia w Les Diablerets była najlepsza w kombinacji, 18 marca 1983 roku w Furano wygrała giganta, 21 i 22 grudnia w Haus oraz 13 i 14 stycznia w Bad Gastein zwyciężała w zjeździe i gigancie, a 20 marca 1984 roku w Zwiesel była najlepsza w slalomie. Triumf w Zwiesel był jej ostatnim pucharowym zwycięstwem oraz ostatnim miejscem na podium. W sezonie 1982/1983 zwyciężyła w klasyfikacji kombinacji, a w sezonie 1983/1984 była trzecia w klasyfikacji zjazdu. Wywalczonych w Lake Placid tytułów nie mogła obronić na rozgrywanych w 1984 roku igrzyskach olimpijskich w Sarajewie, ponieważ Międzynarodowy Komitet Olimpijski uznał ją za profesjonalistkę po tym, jak podpisała kontrakty sponsorskie z firmami, które nie były sponsorami reprezentacji narodowej. Z tego samego powodu na igrzyskach w 1984 roku nie wystartował reprezentant Szwecji Ingemar Stenmark. W 1984 roku zakończyła karierę.
W 1980 roku otrzymała nagrodę Skieur d’Or, przyznawaną przez Międzynarodowe Stowarzyszenie Dziennikarzy Narciarskich. W 1980 roku otrzymała także nagrodę sportsmenki roku, przyznawaną przez United Press International. W latach 1971, 1973, 1975, 1976, 1978, 1979, 1980, 1983 i 1984 była wybierana sportsmenką roku w Liechtensteinie. Z ośmioma triumfami Wenzel jest rekordzistką pod względem wygranych zawodów Pucharu Świata w kombinacji. Jest także szósta w klasyfikacji wszech czasów pod względem miejsc na podium wywalczonych w zawodach pucharowych.
Jej siostra: Petra Wenzel, brat Andreas Wenzel, mąż Harti Weirather i siostrzenica Jessica Walter również uprawiali narciarstwo alpejskie. Ponadto córka Hanni Wenzel i Hartiego Weirathera, Tina Weirather także reprezentuje Liechtenstein w narciarstwie alpejskim.

## Osiągnięcia

### Igrzyska olimpijskie
| Miejsce | Dzień     | Rok  | Miejscowość | Konkurencja | Czas biegu | Strata | Zwyciężczyni          |
| ------- | --------- | ---- | ----------- | ----------- | ---------- | ------ | --------------------- |
| 11.     | 8 lutego  | 1976 | Innsbruck   | Zjazd       | 1:46,16    | +3,01  | Rosi Mittermaier      |
| 3.      | 11 lutego | 1976 | Innsbruck   | Slalom      | 1:30,54    | +1,66  | Rosi Mittermaier      |
| 20.     | 13 lutego | 1976 | Innsbruck   | Gigant      | 1:29,13    | +2,70  | Kathy Kreiner         |
| 2.      | 17 lutego | 1980 | Lake Placid | Zjazd       | 1:37,52    | +0,70  | Annemarie Moser-Pröll |
| 1.      | 21 lutego | 1980 | Lake Placid | Gigant      | 2:41,66    | -      | -                     |
| 1.      | 23 lutego | 1980 | Lake Placid | Slalom      | 1:25,09    | -      | -                     |

### Mistrzostwa świata
| Miejsce | Dzień     | Rok  | Miejscowość            | Konkurencja | Czas biegu  | Strata     | Zwyciężczyni          |
| ------- | --------- | ---- | ---------------------- | ----------- | ----------- | ---------- | --------------------- |
| 7.      | 3 lutego  | 1974 | Sankt Moritz           | Gigant      | 1:43,18     | +2,37      | Fabienne Serrat       |
| 13.     | 7 lutego  | 1974 | Sankt Moritz           | Zjazd       | 1:50,84     | +2,96      | Annemarie Moser-Pröll |
| 1.      | 8 lutego  | 1974 | Sankt Moritz           | Slalom      | 1:34,63     | -          | -                     |
| 2.      | 8 lutego  | 1974 | Sankt Moritz           | Kombinacja  | 20,14 pkt   | +5,17 pkt  | Fabienne Serrat       |
| 11.     | 8 lutego  | 1976 | Innsbruck              | Zjazd       | 1:46,16     | +3,01      | Rosi Mittermaier      |
| 3.      | 11 lutego | 1976 | Innsbruck              | Slalom      | 1:30,54     | +1,66      | Rosi Mittermaier      |
| 20.     | 13 lutego | 1976 | Innsbruck              | Gigant      | 1:29,13     | +2,70      | Kathy Kreiner         |
| 3.      | 13 lutego | 1976 | Innsbruck              | Kombinacja  | 0,84 pkt    | +45,16 pkt | Rosi Mittermaier      |
| 29.     | 1 lutego  | 1978 | Garmisch-Partenkirchen | Zjazd       | 1:48,31     | +8,43      | Annemarie Moser-Pröll |
| 6.      | 3 lutego  | 1978 | Garmisch-Partenkirchen | Slalom      | 1:24,85     | +1,24      | Lea Sölkner           |
| 5.      | 4 lutego  | 1978 | Garmisch-Partenkirchen | Gigant      | 2:41,15     | +1,28      | Maria Epple           |
| 2.      | 4 lutego  | 1978 | Garmisch-Partenkirchen | Kombinacja  | 2460,39 pkt | +16,41 pkt | Annemarie Moser-Pröll |
| 2.      | 17 lutego | 1980 | Lake Placid            | Zjazd       | 1:37,52     | +0,70      | Annemarie Moser-Pröll |
| 1.      | 21 lutego | 1980 | Lake Placid            | Gigant      | 2:41,66     | -          | -                     |
| 1.      | 23 lutego | 1980 | Lake Placid            | Slalom      | 1:25,09     | -          | -                     |
| 1.      | 23 lutego | 1980 | Lake Placid            | Kombinacja  | 5,57 pkt    | -          | -                     |

### Puchar Świata

#### Miejsca w klasyfikacji generalnej
- sezon 1971/1972: 40.
- sezon 1972/1973: 5.
- sezon 1973/1974: 3.
- sezon 1974/1975: 2.
- sezon 1975/1976: 9.
- sezon 1976/1977: 5.
- sezon 1977/1978: 1.
- sezon 1978/1979: 2.
- sezon 1979/1980: 1.
- sezon 1980/1981: 3.
- sezon 1981/1982: 19.
- sezon 1982/1983: 2.
- sezon 1983/1984: 2.

#### Miejsca na podium
| Sezon     | 1. miejsce | 2. miejsce | 3. miejsce | Razem |
| 1971/1972 | -          | -          | -          | -     |
| 1972/1973 | -          | 1          | 1          | 2     |
| 1973/1974 | 1          | 2          | 2          | 5     |
| 1974/1975 | 2          | 4          | 3          | 9     |
| 1975/1976 | -          | -          | 2          | 2     |
| 1976/1977 | 1          | 2          | 3          | 6     |
| 1977/1978 | 6          | 2          | 2          | 10    |
| 1978/1979 | 4          | 4          | 3          | 11    |
| 1979/1980 | 9          | 3          | 6          | 18    |
| 1980/1981 | 2          | 2          | 3          | 7     |
| 1981/1982 | 1          | 2          | 0          | 3     |
| 1982/1983 | 2          | 3          | 4          | 9     |
| 1983/1984 | 5          | -          | 2          | 7     |
| suma      | 33         | 25         | 31         | 89    |

#### Zwycięstwa w zawodach
1. Zell am See – 20 grudnia 1973 (gigant)
2. Naeba – 21 lutego 1975 (slalom)
3. Sun Valley – 14 marca 1975 (slalom)
4. Schruns – 19 stycznia 1977 (kombinacja)
5. Madonna di Campiglio – 15 grudnia 1977 (gigant)
6. Les Mosses – 10 stycznia 1978 (gigant)
7. Maribor – 22 stycznia 1978 (slalom)
8. Berchtesgaden – 24 stycznia 1978 (slalom)
9. Berchtesgaden – 25 stycznia 1978 (slalom)
10. Stratton Mountain – 2 marca 1978 (gigant)
11. Piancavallo – 12 grudnia 1978 (gigant)
12. Pfronten – 3 lutego 1979 (slalom)
13. Pfronten – 4 lutego 1979 (kombinacja)
14. Maribor – 8 lutego 1979 (slalom)
15. Limone Piemonte – 8 grudnia 1979 (gigant)
16. Limone Piemonte – 14 grudnia 1979 (kombinacja)
17. Berchtesgaden – 10 stycznia 1980 (gigant)
18. Arosa – 16 stycznia 1980 (gigant)
19. Bad Gastein – 21 stycznia 1980 (slalom)
20. Bad Gastein – 21 stycznia 1980 (kombinacja)
21. Maribor – 23 stycznia 1980 (slalom)
22. Saint-Gervais – 26 stycznia 1980 (gigant)
23. Waterville Valley – 28 lutego 1980 (gigant)
24. Les Gets – 27 stycznia 1981 (kombinacja)
25. Zwiesel – 8 lutego 1981 (kombinacja)
26. Piancavallo – 12 grudnia 1981 (slalom)
27. Les Diablerets – 30 stycznia 1983 (kombinacja)
28. Furano – 18 marca 1983 (gigant)
29. Haus – 21 grudnia 1983 (zjazd)
30. Haus – 22 grudnia 1983 (gigant)
31. Bad Gastein – 13 stycznia 1984 (zjazd)
32. Bad Gastein – 14 stycznia 1984 (kombinacja)
33. Zwiesel – 20 marca 1984 (slalom)

- 33 zwycięstwa (12 gigantów, 11 slalomów, 8 kombinacji i 2 zjazdy)

#### Pozostałe miejsca na podium
1. Saalbach – 20 grudnia 1972 (gigant) – 3. miejsce
2. Naeba – 13 marca 1973 (slalom) – 2. miejsce
3. Val d’Isère – 7 grudnia 1973 (slalom) – 2. miejsce
4. Les Gets – 9 stycznia 1974 (gigant) – 3. miejsce
5. Grindelwald – 14 stycznia 1974 (gigant) – 2. miejsce
6. Wysokie Tatry – 8 marca 1974 (slalom) – 3. miejsce
7. Grindelwald – 9 stycznia 1975 (gigant) – 2. miejsce
8. Grindelwald – 10 stycznia 1975 (kombinacja) – 3. miejsce
9. Grindelwald – 11 stycznia 1975 (gigant) – 3. miejsce
10. Schruns – 15 stycznia 1975 (kombinacja) – 2. miejsce
11. Schruns – 16 stycznia 1975 (slalom) – 3. miejsce
12. Saint-Gervais – 29 stycznia 1975 (slalom) – 2. miejsce
13. Chamonix – 31 stycznia 1975 (kombinacja) – 2. miejsce
14. Meiringen – 9 stycznia 1976 (kombinacja) – 3. miejsce
15. Berchtesgaden – 17 stycznia 1976 (slalom) – 3. miejsce
16. Courmayeur – 11 grudnia 1976 (gigant) – 3. miejsce
17. Cortina d’Ampezzo – 16 grudnia 1976 (slalom) – 2. miejsce
18. Cortina d’Ampezzo – 16 grudnia 1976 (kombinacja) – 3. miejsce
19. Oberstaufen – 3 stycznia 1977 (slalom) – 2. miejsce
20. Crans-Montana – 26 stycznia 1977 (kombinacja) – 3. miejsce
21. Cervinia – 10 grudnia 1977 (slalom) – 3. miejsce
22. Les Mosses – 9 stycznia 1978 (gigant) – 2. miejsce
23. Bad Gastein – 19 stycznia 1978 (slalom) – 2. miejsce
24. Stratton Mountain – 5 marca 1978 (slalom) – 3. miejsce
25. Val d’Isère – 18 grudnia 1978 (kombinacja) – 3. miejsce
26. Val d’Isère – 18 grudnia 1978 (gigant) – 2. miejsce
27. Les Gets – 7 stycznia 1979 (gigant) – 2. miejsce
28. Meiringen – 19 stycznia 1979 (kombinacja) – 3. miejsce
29. Schruns – 26 stycznia 1979 (kombinacja) – 3. miejsce
30. Heavenly Valley – 11 marca 1979 (gigant) – 2. miejsce
31. Furano – 18 marca 1979 (slalom) – 2. miejsce
32. Val d’Isère – 6 grudnia 1979 (kombinacja) – 2. miejsce
33. Pfronten – 6 stycznia 1980 (zjazd) – 3. miejsce
34. Arosa – 15 stycznia 1980 (zjazd) – 3. miejsce
35. Arosa – 16 stycznia 1980 (kombinacja) – 2. miejsce
36. Bad Gastein – 20 stycznia 1980 (zjazd) – 3. miejsce
37. Waterville Valley – 29 lutego 1980 (slalom) – 3. miejsce
38. Mont-Sainte-Anne – 2 marca 1980 (gigant) – 3. miejsce
39. Wysokie Tatry – 9 marca 1980 (slalom) – 2. miejsce
40. Saalbach – 11 marca 1980 (slalom) – 3. miejsce
41. Crans-Montana – 21 stycznia 1981 (slalom) – 3. miejsce
42. Nendaz – 22 stycznia 1981 (gigant) – 2. miejsce
43. Les Gets – 24 stycznia 1981 (gigant) – 3. miejsce
44. Furano – 13 marca 1981 (gigant) – 2. miejsce
45. Wangs – 25 marca 1981 (gigant) – 3. miejsce
46. Pila – 10 grudnia 1981 (gigant) – 2. miejsce
47. Piancavallo – 13 grudnia 1981 (slalom) – 2. miejsce
48. Val d’Isère – 8 grudnia 1982 (gigant) – 3. miejsce
49. Limone Piemonte – 10 grudnia 1982 (slalom) – 3. miejsce
50. Piancavallo – 17 grudnia 1982 (kombinacja) – 3. miejsce
51. Verbier – 9 stycznia 1983 (supergigant) – 2. miejsce
52. Les Diablerets – 30 stycznia 1983 (slalom) – 2. miejsce
53. Maribor – 9 lutego 1983 (slalom) – 2. miejsce
54. Waterville Valley – 8 marca 1983 (slalom) – 3. miejsce
55. Val d’Isère – 11 grudnia 1983 (gigant) – 3. miejsce
56. Val d’Isère – 11 grudnia 1983 (kombinacja) – 3. miejsce